# Амос-6
«Aмос-6» — геостационарный телекоммуникационный спутник, принадлежащий израильскому спутниковому оператору Spacecom. Шестой спутник серии «Амос» предназначавшийся для предоставления полного спектра телекоммуникационных услуг (DTH, VSAT, широкополосный интернет) странам Европы, Среднего Востока и Африки.
В октябре 2015 года социальная сеть Facebook и спутниковый оператор Eutelsat арендовали транспондеры Ka-диапазона общей пропускной способностью около 18 гигабит в секунду сроком на 5 лет, в рамках программы улучшения доступа к интернету в странах Африки. Сумма соглашения составила 95 млн долларов США.
Предполагалось, что будет расположен на орбитальной позиции 4° западной долготы в соседстве со спутником «Амос-3». «Амос-6» должен был заменить на орбите спутник «Амос-2», также находящийся сейчас в этой же точке стояния, который был запущен в 2003 году и будет выведен из эксплуатации до конца 2016 года.
Контракт между компаниями Spacecom и SpaceX на запуск спутника «Амос-6» ракетой-носителем Falcon 9 подписан в январе 2013 года.
Предполагалось, что «Амос-6» будет запущен 3 сентября 2016 года ракетой-носителем Falcon 9 компании SpaceX, но спутник был потерян во время взрыва ракеты-носителя на стартовой площадке при подготовке к запуску, 1 сентября 2016 года.

## Аппарат
«Амос-6» — второй спутник, построенный израильской компанией Israel Aerospace Industries с использованием космической платформы AMOS 4000 (первым был «Амос-4»). Платформа позволяет создавать космические аппараты весом от 2,5 до 5,5 тонн и энергопотреблением от 3 до 12 кВт. Электроснабжение обеспечивают солнечные и аккумуляторные батареи. Масса спутника «Амос-6» около 5,4 т, мощность — 10 кВт. Спутник оснащен ионными двигателями для удерживания в точке стояния. Стоимость создания спутника составляла 200 млн долларов, а ожидаемый срок службы — более 16 лет.

### Транспондеры
На спутник установлены 43 активных транспондера Ku и Ka-диапазона и 2 транспондера S-диапазона.